# Gymnobela granulisculpturata
Gymnobela granulisculpturata é uma espécie de gastrópode do gênero Gymnobela, pertencente a família Raphitomidae.